# ヒライユキオ
ヒライ ユキオは日本の漫画家・イラストレーター。商業デビュー以前にはふたば☆ちゃんねるにおいて、擬人化などの自作イラストをよく投稿していた。同サイトでは核あきと呼ばれることがある。核弾頭という名義も短期間使用していた。
代表作に『魔法の海兵隊員ぴくせる☆まりたん』、『せな☆せな』、『あやかしコンビニエンス』がある。

## 作品リスト

### 漫画
- 魔法の海兵隊員ぴくせる☆まりたん
- せな☆せな
- わたしたちの同盟 - 永続的パートナーシップ
- キコケン
- あやかしコンビニエンス

### キャラクターデザイン
- メダロットnavi（2001年9月7日） - 一部キャラクター、メダロットデザイン
- フェイト/タイガーころしあむ（2007年9月13日）
- Fate/hollow ataraxia（PlayStation Vita版、2014年11月27日） - ミニゲーム「カプセルさーばんと」ユニット作画

### その他
- Fate/Grand Order - 虚数潜航艇シャドウ・ボーダー、武器、同人誌「ジャイアントバベッジ」、ハベトロットデザイン